# Ling Liong Sik
Tun Ling Liong Sik (en chino simplificado: 林良实; en chino tradicional: 林良實; en pinyin: Lín Liáng Shí; Perak, 18 de septiembre de 1943) es un político malasio. De 1986 a 2003, se desempeñó como Ministro de Transporte de Malasia y Presidente de Asociación China de Malasia (MCA).
En 4 de febrero de 1988, cuando la Organización Nacional de los Malayos Unidos (UMNO), como miembro fundador de la coalición Barisan Nasional, fue declarada técnicamente ilegal, Mahathir Mohamad fue descalificado como presidente de Barisan Nasional. Ling Liong Sik se convirtió en el nuevo presidente del Barisan Nasional y se desempeñó como primer ministro en funciones durante un par de días hasta que el nuevo partido, UMNO Baru, fuera legalizado por el Registro de Sociedades (ROS).
El 27 de octubre de 2015, el primer ministro de Malasia, Najib Razak, presentó una demanda contra Ling Liong Sik por difamación. Alegó en la denuncia que Ling Liong Sik lo acusó de abusar de los fondos de 1MDB por comentarios difamatorios el 3 de octubre de ese año, que fueron publicados en sitios web de noticias. El 22 de mayo de 2018, Najib retiró la demanda y acordó pagar una tarifa de 25.000 ringgit.
También es uno de los políticos chinos más influyentes en Malasia.

## Vida personal
Está casado con Ong Ee Nah y tiene dos hijos: Ling Hee Leong y Ling Hee Keat.